# Edilio Capotosti
Edilio Capotosti (Torino, 6 novembre 1924 – Milano, 6 agosto 1996) è stato un pianista, compositore e direttore d'orchestra italiano.
Autore di canzoni di successo, tra le quali Nessuno, partecipante al Festival di Sanremo 1959 nell'interpretazione di Betty Curtis e Wilma De Angelis, incisa in seguito da moltissimi altri artisti tra cui Jula de Palma, Mina e il duo Musica Nuda (Petra Magoni e Ferruccio Spinetti).

## Biografia
Nasce a Torino perché i genitori si erano trasferiti nel capoluogo piemontese da Moresco, piccolo centro in Provincia di Fermo. Dopo il diploma al Liceo-Ginnasio A. Caro di Fermo e il diploma al Conservatorio Giuseppe Verdi di Torino in pianoforte, inizia la carriera di musicista e compositore, iscrivendosi alla SIAE nel 1949 lavorando per la radio.
Il primo successo è Maliziusella, che viene lanciata da Gino Latilla nel 1956 e ripresa nel 1958 da i Campioni; scrive poi Ma che guaglione, incisa da Natalino Otto nel 1957, e nel 1958 Julia per johnny Dorelli, ripresa anche da Fred Buscaglione, Paolo Bacilieri, Mina e Tony Dallara.
Partecipa al Festival di Napoli 1958 con Mandulino d' 'o Texas, presentata da Gloria Christian e Nicla Di Bruno.
Nel 1959 partecipa con Nessuno, scritto da Antonietta De Simone per il testo e da Capotosti insieme a Vittorio Mascheroni per la musica, edito dalle edizioni musicali Melodi e presentato da Betty Curtis per la CGD e da Wilma De Angelis per la Philips, al Festival di Sanremo, ottenendo un discreto successo, reso più ampio grazie alla successiva reinterpretazione in chiave rock di Mina (che però irrita l'autore, al punto che sosterrà che quella non è più la sua canzone).
Partecipa poi alla Sei giorni della canzone 1960 con Tu sei l'ultimo, presentata da Anna D'Amico, che si classifica al secondo posto e, nello stesso anno, al Burlamacco d'oro con Cinzia, interpretata da Gian Costello ed incisa anche da Tony Dallara.
Sempre nello stesso anno è in gara a Canzonissima con Il primo mattino del mondo, interpretata da Milva.
Nel 1963 si dedica alla canzone per i bambini, e partecipa allo Zecchino d'Oro 1963 con Non lo faccio più, su testo di Antonietta De Simone.
Torna al Festival di Sanremo nel 1974 con Valentintango, interpretata da Piero Focaccia e nel 1975 con Un grande addio, presentata da Valentina Greco; in seguito collabora con le edizioni musicali La Palmierana.
Alla SIAE sono depositate a suo nome 141 canzoni.
Morì a Milano e venne sepolto al locale Cimitero di Lambrate.

## Le principali canzoni scritte da Edilio Capotosti
| Anno | Titolo                     | Autori del testo                        | Autori della musica                                        | Interpreti                      |
| ---- | -------------------------- | --------------------------------------- | ---------------------------------------------------------- | ------------------------------- |
| 1956 | Maliziusella               | Francesco Specchia                      | Edilio Capotosti                                           | Gino Latilla                    |
| 1957 | Ma che guaglione           | Angelo De Lorenzo                       | Edilio Capotosti                                           | Natalino Otto                   |
| 1958 | Julia                      | Alberico Gentile                        | Edilio Capotosti                                           | Johnny Dorelli e Tony Dallara   |
| 1958 | Mandulino d' 'o Texas      | Alberico Gentile                        | Edilio Capotosti                                           | Gloria Christian e Nicla Bruno  |
| 1959 | Nessuno                    | Antonietta De Simone                    | Vittorio Mascheroni e Edilio Capotosti                     | Betty Curtis e Wilma De Angelis |
| 1960 | Tu sei l'ultimo            | Antonietta De Simone e Alberico Gentile | Edilio Capotosti                                           | Anna D'Amico                    |
| 1960 | Cinzia                     | Alberico Gentile                        | Edilio Capotosti                                           | Gian Costello                   |
| 1960 | Beviamoci su               | Alberico Gentile                        | Edilio Capotosti                                           | Johnny Dorelli                  |
| 1960 | Il primo mattino del mondo | Antonietta De Simone e Alberico Gentile | Edilio Capotosti                                           | Milva                           |
| 1961 | Il primo mattino del mondo | Antonietta De Simone e Alberico Gentile | Edilio Capotosti                                           | Milva                           |
| 1964 | Aria di festa              | Antonietta De Simone                    | Edilio Capotosti                                           | Milva                           |
| 1965 | Quando sarai più grande    | Antonietta De Simone                    | Edilio Capotosti                                           | Milva                           |
| 1965 | Come puoi lasciarmi        | Antonietta De Simone e Franco Torti     | Edilio Capotosti e Guido Castaldo                          | Milva                           |
| 1967 | Vieni vieni ragazzina      | Antonietta De Simone e Gino Ingrosso    | Gryar                                                      | Rogers                          |
| 1967 | C'è chi può                | Alberico Gentile                        | Edilio Capotosti                                           | Edda Ollari                     |
| 1968 | Il mago                    | Herbert Pagani                          | Edilio Capotosti e Vittorio Buffoli                        | Antoine                         |
| 1972 | Jungle's Men               | Luciano Beretta e Andrea Lo Vecchio     | Edilio Capotosti, Franco Chiaravalle e Guido Maria Ferilli | Jungle's Mandolino              |
| 1973 | Idea d'infinito            | Antonietta De Simone                    | Edilio Capotosti                                           | Dalton                          |
| 1973 | Stagione che muore         | Antonietta De Simone                    | Edilio Capotosti                                           | Dalton                          |
| 1973 | Cara Emily                 | Antonietta De Simone                    | Edilio Capotosti                                           | Dalton                          |
| 1973 | Riflessioni                | Strumentale                             | Edilio Capotosti                                           | Dalton                          |
| 1973 | Un bambino, un uomo        | Andrea Lo Vecchio                       | Edilio Capotosti                                           | Dalton                          |
| 1973 | Dimensione lavoro          | Andrea Lo Vecchio                       | Edilio Capotosti                                           | Dalton                          |
| 1973 | Questo amore un po' strano | Joe Iozzo e Guido Maria Ferilli         | Edilio Capotosti e Alfredo Gilibert                        | Giovanna                        |
| 1974 | Valentintango              | Luciano Beretta                         | Edilio Capotosti                                           | Piero Focaccia                  |